# Wolfenstein: The Old Blood
Wolfenstein: The Old Blood je akční střílečka z pohledu první osoby, kterou vyvinula společnost MachineGames a vydala Bethesda Softworks. Vydána byla 5. května 2015 pro PlayStation 4, Windows a Xbox One. Hra je samostatným titulem série Wolfenstein a prequelovým rozšířením hry Wolfenstein: The New Order z roku 2014, odehrávající se v alternativní historii roku 1946.

## Hratelnost
Hra je z pohledu první osoby a její úrovně se procházejí pěšky. Příběh je rozdělen do kapitol, které hráči plní, aby mohli postupovat, a které jsou rozděleny do dvou vzájemně propojených kampaní. Hra obsahuje celou řadu zbraní, včetně pistolí, brokovnic a výbušnin. Přítomen je také cover system, při kterém se hráči vyklánějí a vystupují z krytu namísto běžnějšího systému, kdy se hráči do krytu zamykají.

## Synopse
Příběh sleduje válečného veterána Williama „B.J.“ Blazkowicze a jeho snahu odhalit lokace nacistického komplexu.

## Vydání
Vývoj hry začal v roce 2014, krátce po vydání Wolfenstein: The New Order. Hra byla vydána 5. května 2015 pro PlayStation 4, Windows a Xbox One. Hudbu ke hře složil Mick Gordon.
Wolfenstein: The Old Blood získal vesměs pozitivní recenze. Mnoho kritiků chválilo intenzivní přestřelky, zajímavé lokace a rovnováhu mezi stealth a akcí. Kritizován byl ale příběh.